# IPhone XR
De iPhone XR (uitgesproken als 'iPhone ten ar') is een smartphone die ontworpen en op de markt gebracht is door Apple Inc. Het toestel valt binnen de twaalfde generatie van de iPhone en is samen met de Xs modellen de opvolger van de iPhone X. De smartphone werd aangekondigd op 12 september 2018, samen met iPhone Xs en Xs Max. De Xs modellen kwamen beschikbaar op 21 september 2018 en de XR kwam een maand later op 26 oktober 2018 uit.
Het toestel beschikt over dezelfde processor als zijn high-end broertjes de iPhone Xs en Xs Max, de Apple A12 Bionic. Het verschil tussen de toestellen zit hem in dat de XR over een 15,5 cm (6,1-inch) lcd-scherm beschikt, in plaats van een oledscherm. Dit lcd-scherm werd gepromoot onder de term "Liquid Retina". Tevens is de XR niet voorzien van 3D Touch, dat sinds de iPhone 6s een haptische feedback geeft. Door deze verschillen is de iPhone XR een instapmodel in vergelijking tot de Xs modellen.

## Technische gegevens
| Specificaties iPhone XR | Specificaties iPhone XR                           |
| ----------------------- | ------------------------------------------------- |
| Scherm                  | 15,5 cm (6,1-inch) "Liquid Retina" lcd-scherm     |
| Processor               | Apple A12 Hexa, 2,49 GHz, 64 bit                  |
| RAM                     | 3 GB                                              |
| Interne opslag          | 64, 128 of 256 GB                                 |
| Batterij                | 3,81 V, 2942 mAh                                  |
| Afmetingen              | 150,9mm × 75,7mm × 8,3mm                          |
| Gewicht                 | 194 gram                                          |
| Beschermingsgraad       | IP67 (dompeldicht)                                |
| Besturingssysteem       | iOS 12 (voorgeïnstalleerd) tot iOS 18             |
| Kleuren                 | zwart, wit, koraal, blauw, geel en (PRODUCT)REDTM |